# الشعب (مذيخرة)

تعديل مصدري - تعديل

الشعب هي إحدى قرى عزلة مذيخرة بمديرية مذيخرة التابعة لمحافظة إب، بلغ تعداد سكانها 32 نسمة حسب تعداد اليمن لعام 2004.